# Hitler (manga)
Hitler, originalmente como Gekiga Hitler (劇画ヒットラー Gekiga Hittorā?), es el título de un manga de Shigeru Mizuki.
Fue serializado en Weekly Manga Sunday, a partir de 1971.
Astiberri Ediciones publicó la edición española. Fue publicado por Glénat España como Hitler: La Novela Gráfica.
Fue publicado en Alemania en 2019, por Reprodukt.